# Изен (Германия)
Изен (нем. Isen) — община в Германии, в земле Бавария.
Подчиняется административному округу Верхняя Бавария. Входит в состав района Эрдинг. Население составляет 5293 человека (на 31 декабря 2010 года). Занимает площадь 43,78 км².

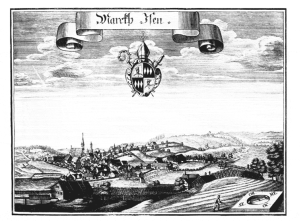
Изен